# Захарченко Марія
Марія Захарченко (народилася 16 лютого 1995 року, Київ) — український гравець в ґо; учасниця численних аматорських міжнародних змагань (1st WMSG — 2008, European Pair Go Championchips — 2008 [Архівовано 16 лютого 2016 у Wayback Machine.] etc.); студент професійної корейської школи бадук (2008); перший професійний гравець України (2012).

## Ґокар'єра
Марія Захарченко зацікавилась грою ґо в 2005 році, коли їй було 9 років. Вона почала відвідувати секцію ґо дитячо-юнацької спортивної школи Київського палацу дітей та юнацтва. Тренером секції ґо з 1985 р. працював Плющ Юрій Миколайович, — Майстер Спорту України з ґо (5 дан). Марія почала навчатися у Юрія, а також брала участь у численних українських, європейських та міжнародних змаганнях аматорів ґо.
2008 року завдяки сприятливим умовам та наполегливій праці, Марія досягнула рівня 4 дану і була запрошена паном Poong Jho Chun (9P) на навчання до південно-корейської професійної школи бадуку (корейська назва ґо). 2008 року вона здобула офіційний статус ёджа йонгусенг (корейський інсей, 5-й клас школи, жінки), що означає: «студент професійної школи» Корейської асоціації бадуку.
Навчаючись у Південній Кореї, Марія досягла значних та вагомих успіхів. 2009 року Марія підтвердила свій рівень майстерності на кваліфікаційних змаганнях та піднялась в навчальному ступені з четвертого у третій клас.
2011 року Марія опинилась серед 12 найкращих інсеїв-жінок Кореї (рівень аматорів 7 дану) — країни з найсильнішими гравцями ґо планети. 2012 року Марія досягла рівня першого класу та отримала диплом професійного гравця 1-го дану.

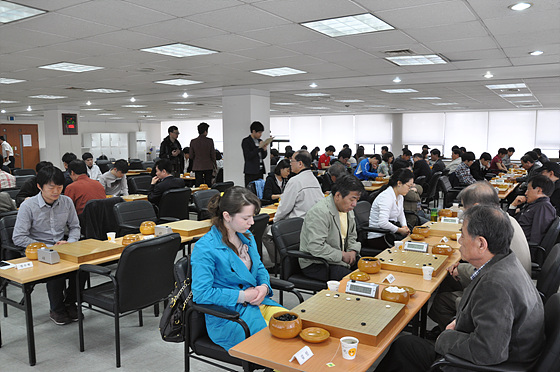
Maria Zacharchenko — working day

Перемоги Марії Захарченко над професійними гравцями під час офіційних змагань (3 перемоги з 44 партій):
- 21-й Кубок GS Кальтекс  (2015.12.07)  — Чоі Вон Йонг (Choi Won Young [Архівовано 23 лютого 2016 у Wayback Machine.], 7 Dan Pro),

- Йорю Мьонінджон (2014.07.03)  — Діана Кесегі (Diána Kőszegi[en], 1 Dan Pro).